# ادوارد یگوریان
ادوارد شماوُنی یگوریان (ارمنی: Էդուարդ Շմավոնի Եգորյան؛ زادهٔ ۵ نوامبر ۱۹۵۳) یک سیاستمدار اهل ارمنستان بود که از تاریخ ۱۹۹۵ تا تاریخ ۱۹۹۹ سمت نمایندگی دوره اول مجلس ملی جمهوری ارمنستان را برعهده داشت.

## زندگی‌نامه
در۵ نوامبر ۱۹۵۳ ‏ در ایروان به دنیا آمد و از دانشگاه دولتی ایروان فارغ‌التحصیل شد. 	که در ۱۰ اوت ۱۹۹۹ در سن ۴۵ سالگی در ایروان درگذشت.